# Tateomys rhinogradoides
Tateomys rhinogradoides är en däggdjursart som beskrevs av Guy G. Musser 1969. Tateomys rhinogradoides ingår i släktet Tateomys och familjen råttdjur. IUCN kategoriserar arten globalt som otillräckligt studerad. Inga underarter finns listade.
Arten når en kroppslängd (huvud och bål) av 13,7 till 15,6 cm, en svanslängd av 15,2 till 17,0 cm och en vikt av 88 till 98 g. Bakfötterna är 3,6 till 3,8 cm långa och öronen är 1,7 till 2,4 cm stora. Den korta och täta pälsen har på ovansidan en mörkbrun färg och på undersidan förekommer ljusgrå päls med inslag av brunt. Klorna vid framtassarna är nästan lika långa som fingrarna. Honor har två par spenar vid ljumsken.
Denna gnagare är bara känd från tre bergsområden på centrala Sulawesi. De upphittade individerna vistades cirka 2200 meter över havet. Habitatet utgörs av bergsskogar.
Individerna är nattaktiva och de går antagligen främst på marken. Födan utgörs av daggmaskar och andra maskar. Inget är känt om fortplantningssättet.